# Narodowy Uniwersytet Otwarty im. Indiry Gandhi
Narodowy Uniwersytet Otwarty im. Indiry Gandhi (hindi इंदिरा गाँधी राष्ट्रीय मुक्त विश्वविद्यालय; ang. Indira Gandhi National Open University (IGNOU)) –  indyjski uniwersytet założony w 1985 roku. Został nazwany na cześć byłej premier Indii Indiry Gandhi – jedynej kobiety sprawującej tę funkcję. Największy uniwersytet na świecie, liczy 3,5 miliona studentów. Jest uczelnią kształcącą na odległość z siedzibą główną znajdującą się w Nowe Delhi. Obecnie działa w Indiach i w 36 innych krajach świata. Posiada 67 ośrodków regionalnych.